# Boeotarcha hyalinalis
Boeotarcha hyalinalis là một loài bướm đêm trong họ Crambidae.